# ایگور نتو
ایگور الکساندرویچ نتو (زاده ۹ ژانویه ۱۹۳۰ - درگذشته ۳۰ مارس ۱۹۹۹) از مربیان تیم ملی فوتبال ایران و بازیکن فوتبال باشگاه فوتبال اسپارتاک مسکو بود. وی اهل شوروی بود.
مهم‌ترین کار او در تیم ملی فوتبال ایران تغییر سیستم ۴-۲-۴ به سیستم ۴-۳-۳ بود.